# Denunțare a unui contract
În dreptul civil, denunțarea unui contract este desfacerea unui contract prin manifestarea de voință unilaterală a uneia dintre părți. În sistemul de drept actual din România, denunțarea unilaterală este prevăzută în articolele 1276 și 1277 ale noului Cod civil. Analog, în dreptul internațional public, denunțarea unui tratat sau a unei convenții internaționale este actul unilateral prin care una sau mai multe părți își manifestă voința de a nu mai fi legate prin acestea.